# Форд, Генри Джастис
Генри Джастис Форд (англ. Henry Justice Ford; 1860, Лондон — 1941) — английский художник и иллюстратор, работавший с 1886 до конца 1920-х годов. Представитель викторианской сказочной живописи. Обратил на себя внимание иллюстрациями к книгам Эндрю Лэнга, которые захватили воображение целого поколения британских детей и продавались по всему миру в 1880-х — 1890-х годах.

## Биография
Генри Джастис Форд родился в 1860 году в семье Кэтрин Мэри Джастис и Уильяма Огастеса Форда. Его дедом по отцовской линии был известный английский политик Джордж Сэмюэль Форд.
Получив образование в колледже Рептона и Клэра в Кембридже, в 1882 году Форд вернулся в Лондон, чтобы учиться в Лондонской школе изящных искусств, потом в школе искусств Буши.

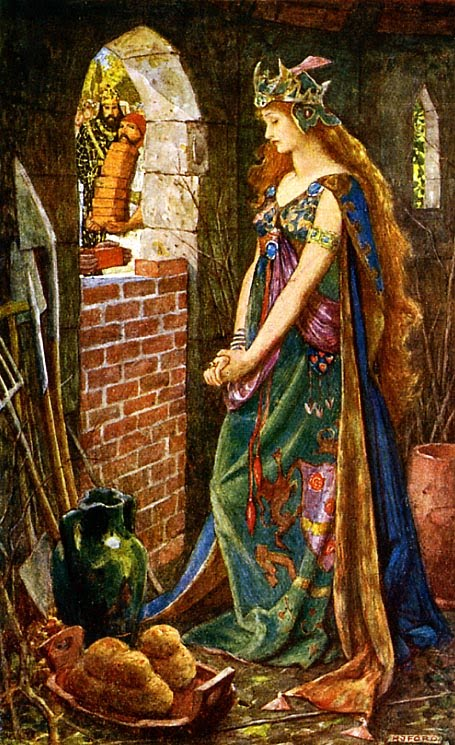
Форд, Генри Джастис. Иллюстрация «Принцесса, заточённая в темнице». Из книги Эндрю Лэнга «Зелёная Фея»

В 1892 году Форд начал представлять свои картины исторической тематики и пейзажи на выставках Королевской академии искусств. Однако именно его иллюстрации для таких книг, как «Тысяча и одна ночь» (1898), «Кенилворт» (1900) и «„История Англии“ Чарльза Флетчера и Редьярд Киплинга» (1911) получили широкую известность и принесли автору наибольший доход. Известны его иллюстрации к «Оливковкой книге сказок» шотландского писателя Эндрю Лэнга (1844—1912), изданной в 1906 году.
Отец Форда, адвокат по профессии, и многие члены его семьи были любителями игры в крикет. Отец Форда написал ряд статей и книг на эту тему, а брат Фрэнсис Форд (1866—1940) играл за Англию на чемпионате Австралии. Его любовь к игре привела к тому, что Форд регулярно играл в крикет с драматургом Мэтью Барри. По мотивам этой игры Форд нарисовал костюм для персонажа книги о Питере Пэне, когда пьеса Барри впервые была поставлена в Вест-Энде в 1904 году. Имея широкие интересы, Генри Джастис Форд подружился со многими известными людьми своего времени, в том числе с писателями Вудхаузом, сэром Артуром Конан Дойлем и Мейсоном.
В возрасте 61 года Форд удивил своих друзей, женившись на женщине, младше его на 35 лет. Ею была Эмили Амелия Хофф (урождённая Роуз) — вдова, потерявшая первого мужа в битве Нев-Шапель в марте 1915 года. После заключения брака в Кенсингтоне в феврале 1921 года Генри и Эмили Форд поселились в Бедфорд-Гарденс, Кенсингтон. В 1927 году пара усыновила ребёнка Джун Мэри Магделен Форд. Сидящая модель на одной из картин Форда, хранящаяся в коллекции картинной галереи Рассел-Котса, сильно напоминает его жену Эмили. 
Скончался художник в 1941 году.

## Галерея

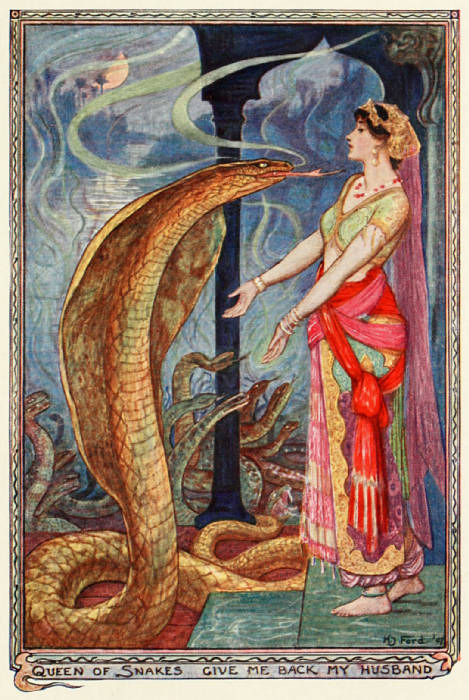
Иллюстрация к «Оливковкой книге сказок» писателя Эндрю Лэнга
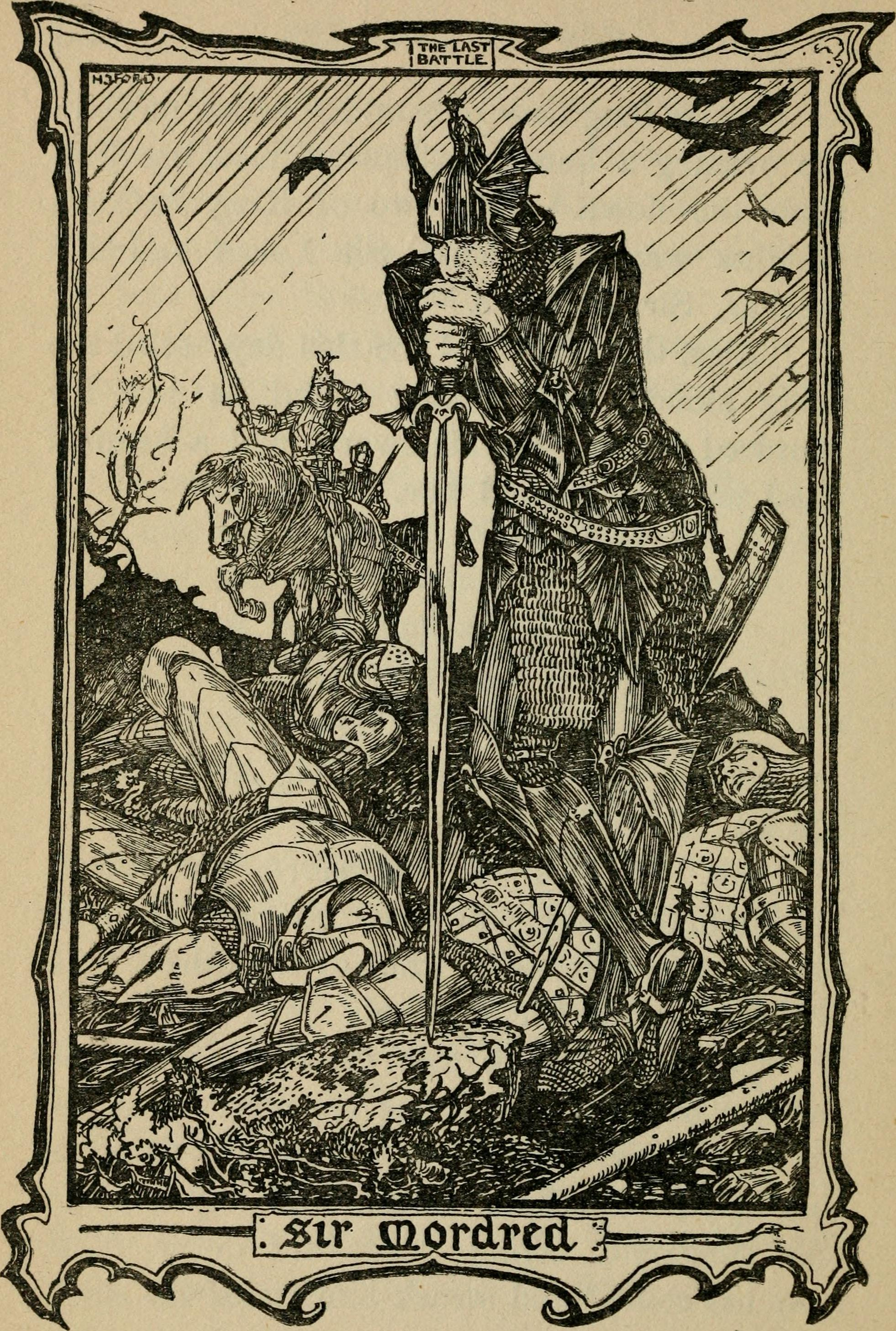
Иллюстрации к "Сказкам круглого стола" (1908)
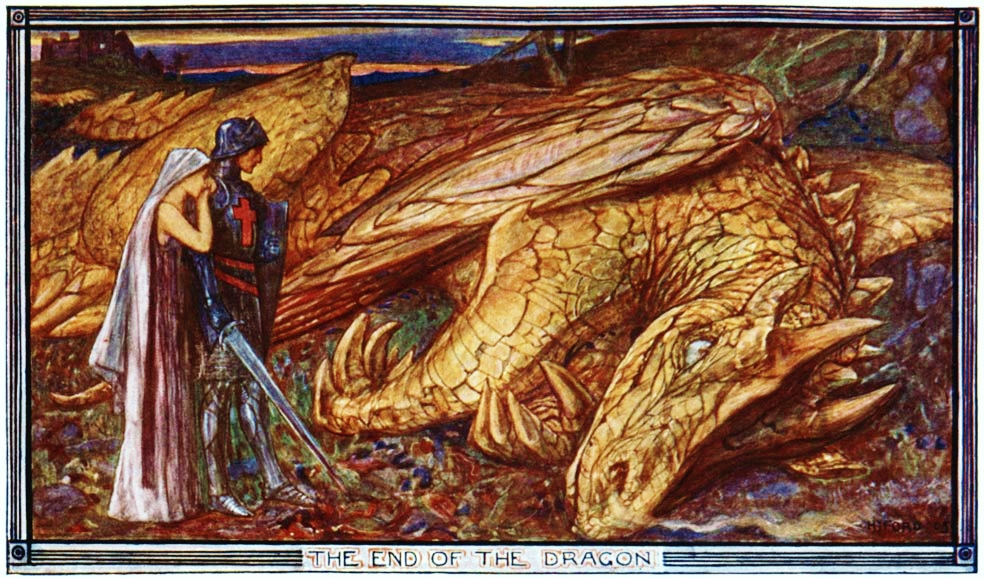
Смерть дракона
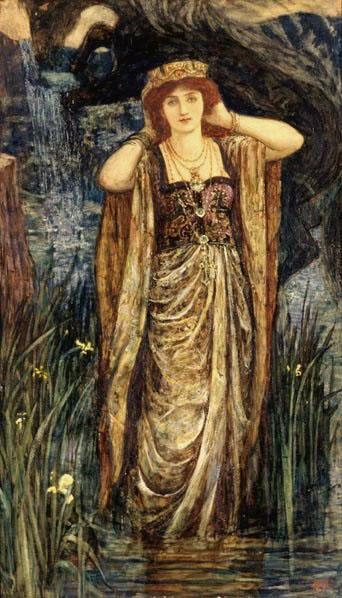
Гвиневра (около 1910)
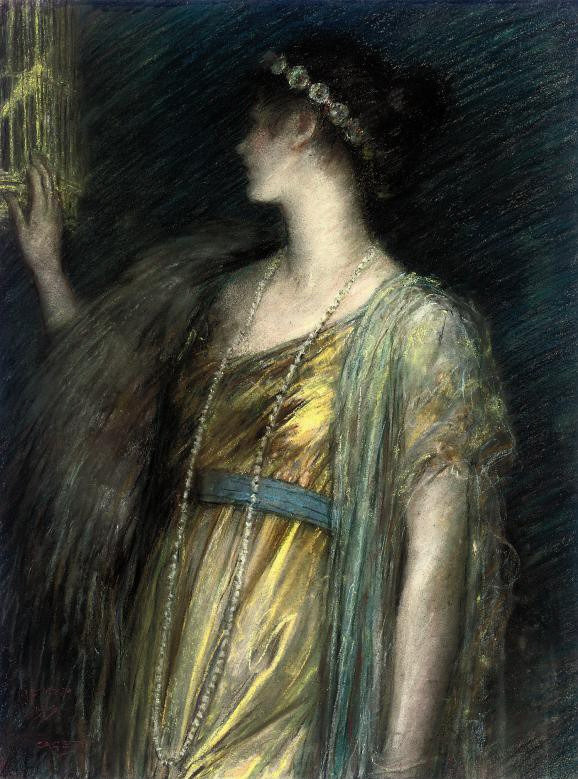
В клетке (1919)
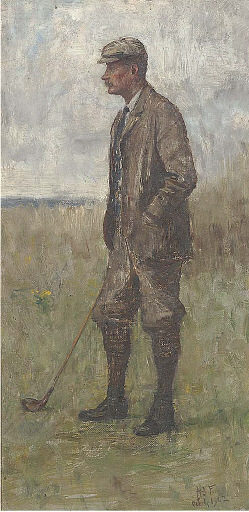
Портрет гольфиста (1902)